# Єневадсон
Єневадсон (швед. Genevadsån) — мала річка на півдні Швеції, у лені Галланд. Довжина річки становить 37 км,  площа басейну  — 224,1 км².  